# لیندون راش
لیندون راش (انگلیسی: Lyndon Rush؛ زادهٔ ۲۴ نوامبر ۱۹۸۰) ورزشکار بابسلد اهل کانادا است.
وی در مسابقات کشوری و بین‌المللی در مجموع برندهٔ ۲ مدال نقره، ۳ مدال برنز شده‌است.